# Vera Auer
Vera Auer (Wenen, 20 april 1919 - Newsane (Vermont), 2 augustus 1996) was een Oostenrijkse jazzmuzikante (accordeon, vibrafoon) van de modernjazz en de avant-garde.

## Biografie
De achternicht van de violist Leopold Auer leerde eerste het klassieke pianospel en later de accordeon. In 1948 formeerde Auer met de gitarist Attila Zoller een combo, waarin Auer eerst accordeon speelde en later ook vibrafoon. De ritmesectie werd gevormd door bassist Helmuth Zukovits en drummer Franz Mikuliska. De band bracht onder de naam Vera Auer und ihre Solisten in 1950 platen uit en trad ook op in de uitzendingen van de Oostenrijkse Radio Verkehrs AG (RAVAG). In 1951 kreeg de band tijdens het Wiener Jazzwettbewerb in de categorie 'Combo' de publieksprijs. Ook in 1951 volgde een eerste buitenlandse tournee in Turkije en West-Duitsland, waar het ook tot een samenspel kwam met Friedrich Gulda. Later speelden Joe Zawinul, Hans Salomon en Toni Stricker in haar band. Vanaf 1954 speelde ze naar aanleiding van de slechte omstandigheden voor jazzmuzikanten in Oostenrijk overwegend in West-Duitsland. Ze begeleidde solisten als Donald Byrd, Lucky Thompson en Art Taylor. In 1956 trad ze op met Jean-Louis Chautemps tijdens het Deutsche Jazzfestival.
In 1959 trouwde ze met de Amerikaan Brian Boucher, met wie ze in 1960 verhuisde naar de Verenigde Staten. Ze bezocht de Lenox School of Jazz, waar Gunther Schuller, John Lewis en George Russell tot haar onderwijzers behoorden. In Noord-Amerika behoorden onder andere Dave Burns, Cal Massey, J.J. Johnson, Mal Waldron, Ted Curson, Zoot Sims, Walter Perkins en Richard Williams tot haar muzikale partners. Rond 1970 nam ze de lp Positive Vibes op met haar kwintet, die in 1977 werd uitgebracht en steeds nog verbazingwekkend fris klinkt.
Ze trad ook in de voorgrond als publiciste, schreef gedichten, speelde bij evenementen van de jazz mobile en bij jazzverspers van de St. Peters Church in New York. Eind 1984 wijdde het Amerikaanse Public Broadcasting Service Program een een uur durend portret aan haar.